# 深水埗三太子及北帝廟
22°19′46″N 114°09′45″E / 22.329329°N 114.162494°E

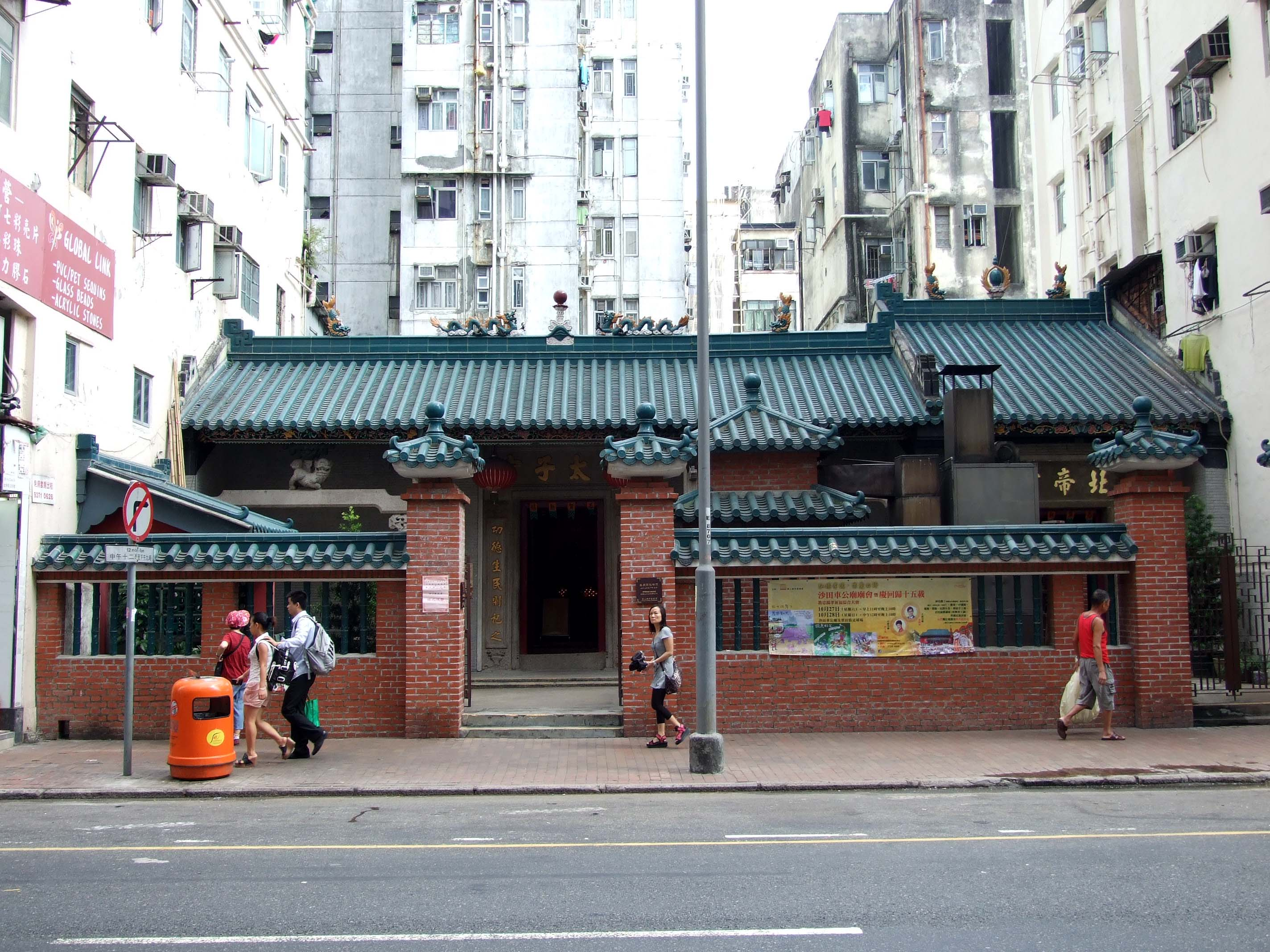
深水埗三太子及北帝廟

三太子廟又稱三太子宮，內裡供奉哪吒三太子，是香港唯一供奉中國神話封神榜主角的廟宇。廟宇位於九龍深水埗汝州街，建於清朝光緒年間，現為香港二級歷史建築。三太子宮側建有北帝廟，又稱北帝宮。兩廟同於1931年撥歸華人廟宇委員會負責管理。1985年及2006年曾進行重建工程。

## 歷史及結構
清光緒二十年(1894)香港發生鼠疫，位於界限街以北的深水埗仍屬清朝土地，聚居不少來自惠陽、以打石為業的客家人，於疫症期間從淡水三太子廟迎來三太子神像出巡，其後疫症減退，因而於光緒廿四年（1898年）集資建廟以保佑街坊健康。
三太子宮為傳統二進建築物，大門石額題「三太子宮」，大門對聯：「驅除癘疫何神也 功德生民則祀之」，擋中上書「至聖至靈」，對聯：「聖德巍巍宇內羣生咸沾雨露　神恩蕩蕩國中黎庶盡沐威光」，主祀哪吒三太子，配祀觀音及包公，另供奉太歲及金花娘娘。
自1990年代，大磨刀島磺場上的哪吒廟因香港國際機場興建工程而被拆卸，深水埗的三太子廟成為香港唯一供奉哪吒為主神的廟宇。
深水埗北帝廟由該區漁民興建，原建於海旁，於1920年拆遷移到三太子宮旁，北帝廟供奉北帝、玄奘法師（唐三藏）、文昌帝君同祀拜奉玄壇虎元帥。三太子宮外有小廟供奉城隍。
北帝誕及三太子誕分別在每年農曆三月初三及三月十八日舉行。

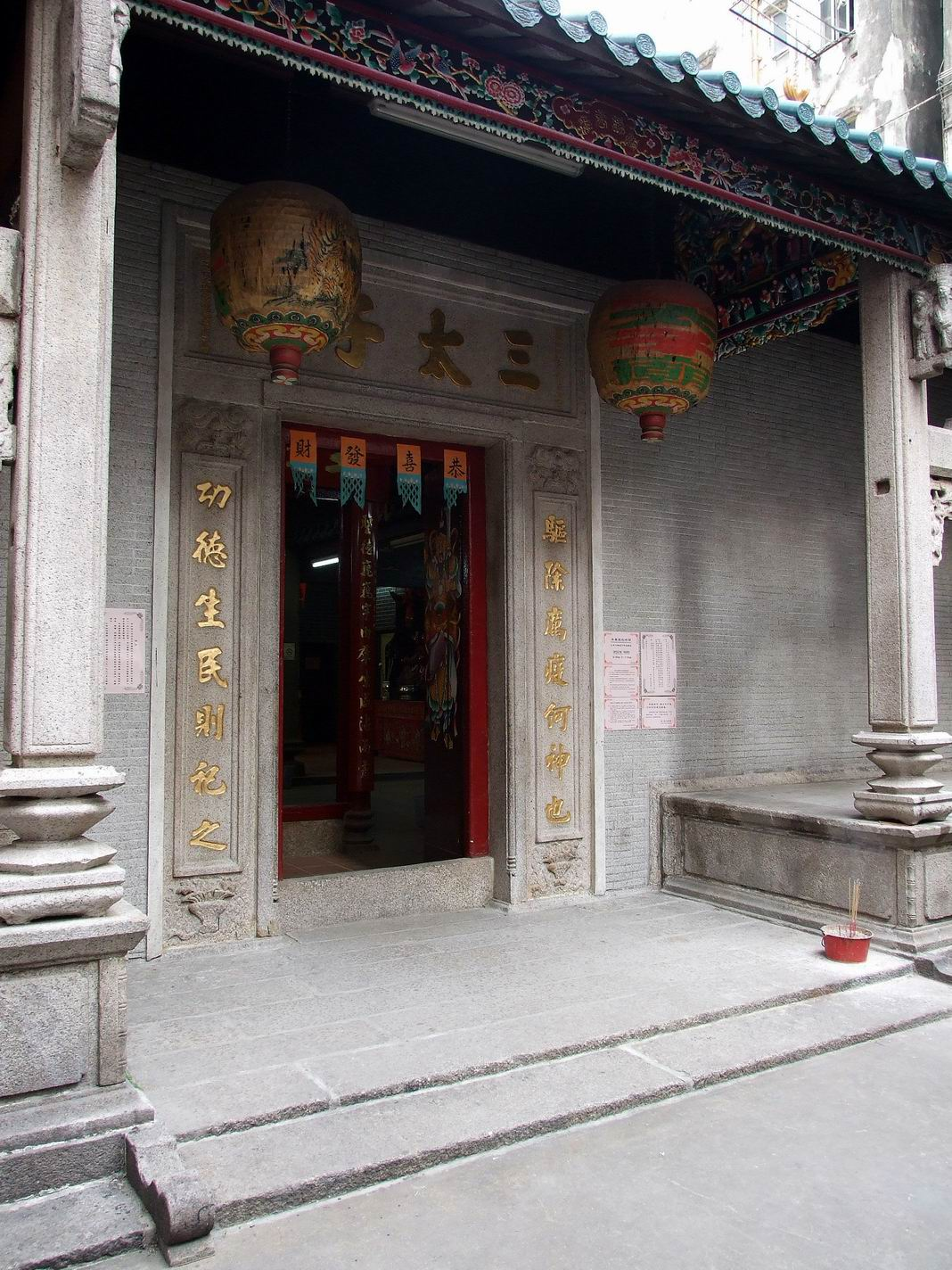
三太子廟正門
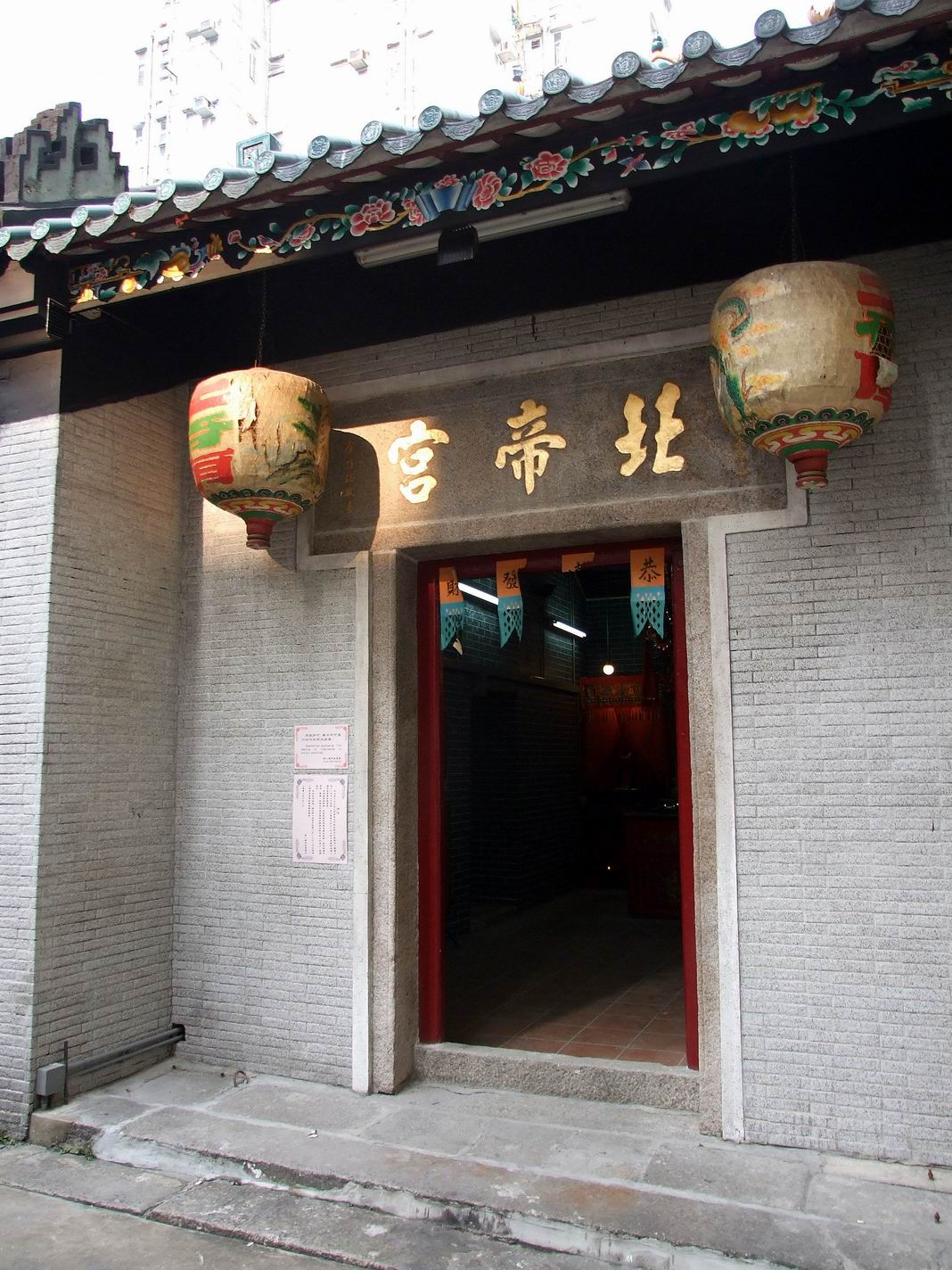
深水埗北帝廟正門
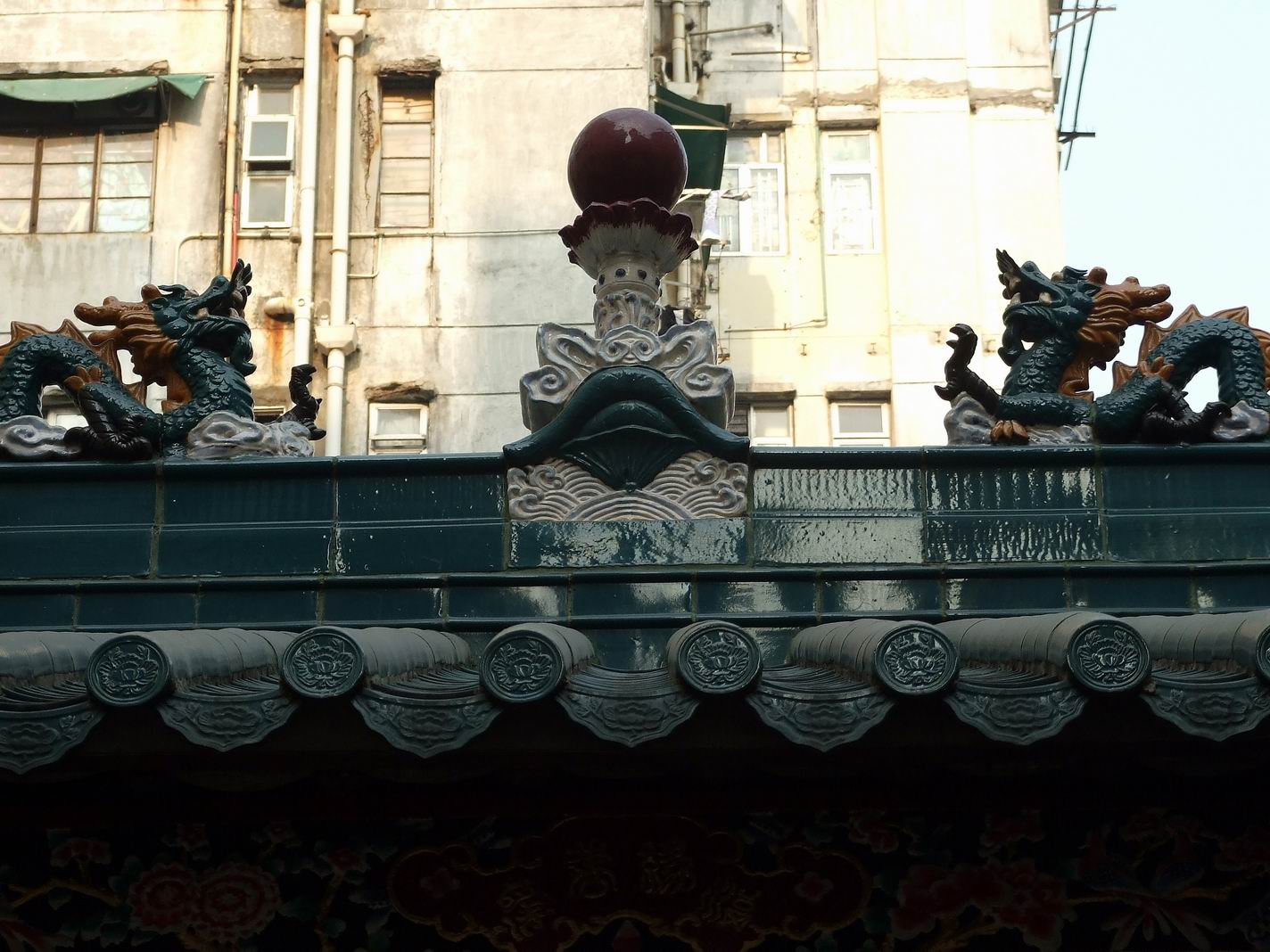
精美脊飾

## 外部連結
- 華人廟宇委員會：深水埗三太子及北帝廟 （页面存档备份，存于）
- 福山堂：三太子廟 （页面存档备份，存于）